# Jonas Larholm
Jonas Larholm (ur. 3 czerwca 1982 w Göteborgu) – szwedzki piłkarz ręczny, reprezentant kraju. Obecnie występuje w Danii, reprezentuje barwy AaB Håndbold. Gra na pozycji lewego rozgrywającego.